# Sierpik różnolistny
Sierpik różnolistny (Klasea lycopifolia (Vill.) Á.Löve & D.Löve) – gatunek rośliny z rodziny astrowatych (Asteraceae). W niektórych ujęciach systematycznych gatunek bywa włączany do rodzaju Serratula jako Serratula lycopifolia.

## Rozmieszczenie geograficzne
Występuje w Austrii, Czechach, Słowacji, byłej Jugosławii, Rumunii, na Węgrzech, w Polsce i na Ukrainie. W Polsce znany tylko z jednego stanowiska, położonego w rezerwacie przyrody Skorocice.

## Morfologia

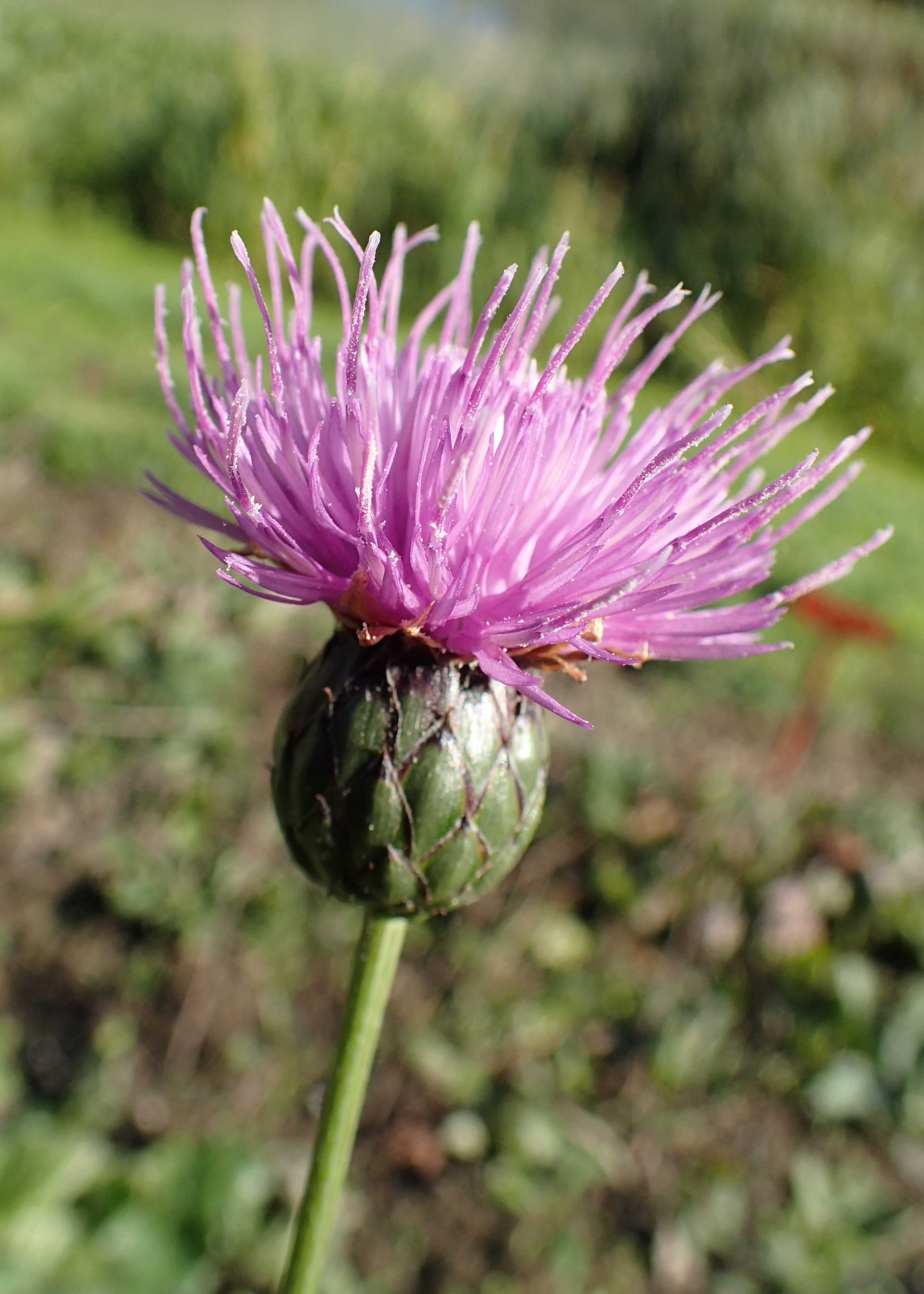
Kwiatostan

ŁodygaDo 110 cm wysokości.
LiściePokryte rzadkimi, szorstkimi włoskami. Liście odziomkowe na długich ogonkach, ząbkowane. Liście łodygowe dolne na ogonkach, lirowato pierzasto klapowane. Liście najwyższe niepodzielone, siedzące.
KwiatyRóżowopurpurowe, o długości 22 mm, skupione w szczytowy koszyczek.
OwoceŻeberkowane, spłaszczone niełupki ze słomkowym puchem kielichowym do 10 mm długości.

## Biologia i ekologia
Bylina. Rośnie w murawach kserotermicznych. Kwitnie w czerwcu i lipcu.

## Zagrożenia i ochrona
Roślina objęta w Polsce ścisłą ochroną gatunkową.
Kategorie zagrożenia gatunku:
- Kategoria zagrożenia w Polsce według Czerwonej listy roślin i grzybów Polski (2006)[6]: E (wymierający); 2016: CR (krytycznie zagrożony)[7].
- Kategoria zagrożenia w Polsce według Polskiej czerwonej księgi roślin (2001, 2014): CR (krytycznie zagrożony)[8].